# 愛川ゆず季
愛川 ゆず季（あいかわ ゆずき、1983年5月16日 - ）は、日本のタレント、元グラビアアイドル、元プロレスラー。愛称は、ゆずポン。タレントとしてはプラチナムプロダクション所属にしていた。プロレスラーとしてはスターダムに所属していた。
2003年にグラビアデビューし、人気グラビアアイドルの一人となる。2010年以降はプロレスラー（グラレスラー）としても活動していたが、2013年4月29日の両国大会をもってプロレスは引退、
2017年9月7日の結婚に伴いグラビアアイドルからも一線を退いた。

## 略歴
1983年、愛媛県新居浜市に生まれる。父親はゆず製品製造会社の社長である。
2002年、海外留学を目標として東京の外国語学校に進学するために上京する。その卒業間際に渋谷109でスカウトされ、芸能界入りした。スカウトされた時に出された名刺の所属タレント名に若槻千夏の名前を見たことが、芸能界入りを決心させた。翌年、男性雑誌の水着グラビアでデビューする。『FLASH EX』2004年4月20日号に“彩川ゆずき”の名前でグラビアが掲載された。この時生年月日は、1984年5月16日となっていた。
2005年、同じ事務所の相澤仁美、渋谷真由、清原みゆきと共にSUPER GTイメージガール「P-ch!（ピーチ）」に選出される。浜田翔子、西田奈津美、吉田智美と共に日テレジェニック2005に選出される。
2006年、日テレジェニック2005のメンバーとしてトリノオリンピックのサポーターガールを務める。P-ch!のメンバーで同じ事務所の相澤と「オーパーツ」というユニットを組みCDデビューする。
2007年、YOU THE ROCK★と共にサイバーエージェントのアメーバブログWeb生放送『Ameba番長』のレギュラーアシスタントMCを務める。
2009年10月6日から放送が開始された『崖っぷち』（TBS）内で、新規で始めたブログを3か月で2000万アクセスに到達させないと芸能界を強制引退するという企画に挑戦した。企画発表からわずか8日で1000万アクセスを超え、2009年10月17日に2000万アクセスを突破したため、引退は回避できた。
2010年8月23日に記者会見でプロレスデビューを発表した。
2012年12月18日に都内で記者会見を開き、翌年4月でのプロレス引退を表明した。
妹の愛川みず季も2014年からタレント活動を開始しており、『スターダム☆カフェ』（FIGHTING TV サムライ）では共に司会を務めるなど、姉妹共演も実現している。ただしみず季の方は月によって出演しない事もあり、その時はゆず季が単独で司会をしている。
2017年9月7日、一般人男性と結婚したことを自身のブログで発表、これに伴いグラビアアイドルからは卒業という形となった。次は2018年1月26日に自身のブログにて第一子妊娠を発表しており5月頃の出産を予定としていたがそれより若干遅れて6月2日に第一子となる男児を出産した。子供の成長に合わせ、タレント活動を復帰。
2020年12月12日、ブシロード本社での会見に出席し、2021年3月3日のスターダム・日本武道館大会にて一夜限りのプロレス復帰することを会見で表明した。「スターダム10周年記念～ALLSTAR DREAM CINDERELLA～」ではオールスター・ランブルに出場。24選手出場する中、最終2名まで残るも、自身と同じグラビアアイドル出身のウナギ・サヤカに敗北。
2021年4月21日、自身のTwitterを更新し、18年間在籍していたプラチナムプロダクションを退所したことを報告した。
2023年11月19日に行なわれた『ベストボディ・ジャパン』日本大会のフィットネスモデル部門レディースクラス（35歳～49歳）にて4位入賞。

## 人物
- 将来の目標は女優。柴咲コウや奥菜恵が好き。
- 特技はクラシック・バレエ、バレーボール、水泳。特にクラシック・バレエは海外公演に参加したことがあるほどの腕前である。また、体の柔らかさを生かすためにテコンドーを習う。流派はJTA（日本テコンドー協会）。級は1級（赤帯）。
- 自らキャッチコピーを「夜のおともに愛川ゆず季」と付けた。
- 好きな食べ物はチーズ、赤飯、うに、アイスクリーム。独特の苦味があるコーヒーが飲めなかったが、2006年頃から克服して飲めるようになった。また、うどんが「大好物」で、自身のブログで実際に行った店の紹介やランク付けをしたりする事もある（愛川ゆず季オフィシャルブログ2013年2月24日付、2013年5月13日付、2014年8月21日付 等）。特に讃岐うどんが大好き。また飲料のヘルシアも大好きとの事。
- 「嫌いな食べ物は辛いもの全般」とWikipediaに記載されていたのを受け、自らのYouTubeチャンネルで「辛いもの、めちゃくちゃ好きなんです」「私は嫌いなものはありません」と発言し、それを証明するために動画内で激辛ラーメンを美味しく完食した[16]。
- 妹と弟がいる。自身のブログにも一緒に掲載される事もある。
- プロレスラー時代は、通常約52kg程度の体重を維持していたが、グラビア撮影の仕事が入った際には「魅せる体作りのため」約7kgほど体重を落としていたという。その際は「3日前からほとんど食事も取らず、時には下剤も使う」といい、撮影が終わったら今度は食事を大量に摂って体重を戻している[17]。
- ハローキティのファン。自身のブログでもそれを公言している。
- グラドル自画撮り部に「ゆずポンマスク」として参加。公式部員番号301。

### エピソード
- ファンにつけてもらった愛称「ゆずポン」を気に入り、これを自らも愛称として公表している。これに起因してミツカン酢「ゆずぽん」のCMに出るのが夢である。所属事務所の先輩である若槻千夏には「ゆずきんぐ」と呼ばれている。また自らのチャームポイントをファンから指摘され、自分でも気に入っていた「顎のライン」としている。
- 『週刊ヤングジャンプ』においてグラビア共演した石井めぐるとともに「ゆずめぐ」という誌面限定ユニットを結成後、仕事で一緒になるグラビアアイドルと私的にユニットを組むことがある。BS-i『アイドル芸能社』で一緒だった佐野夏芽とは「なつゆず」、浜田翔子とは「ゆずこしょう」を名乗る。皆、プライベートでも仲がよい友人である。また事務所の半年後輩（しかし1つ年上）にあたる相澤仁美とは「P-ch!」や「オーパーツ」に限らず一緒に活動することが多く、共演の様子がよくブログに出てくる。アイドル芸能社で共演した滝ありさとも仲が良い親友同士である。
- プロレスに挑戦後のキャッチフレーズ「グラレスラー」は、番組で共演したブラザー・トムによって命名された。

## プロレス活動

### 戦歴
2010年
- 10月31日、自主興行「愛川ゆず季プロレス・デビュー戦 〜ゆずポン祭〜」新木場1stRING大会にてデビュー。満員の観衆の前でトップファイター高橋奈苗を相手に一歩も引かない健闘を見せるも、冷蔵庫爆弾（ダイビング・ボディ・プレス）を浴びて敗戦。高橋から「お前、本当にデビュー戦かよ？」と評価される[18]。

2011年
- 1月23日、所属団体であるスターダムの旗揚げ戦「スターダム旗揚げ戦 〜Birth of Nova 新星誕生!〜」新木場1stRING大会にて夏樹☆たいようと組み、高橋奈苗・愛リス組を相手に初のタッグマッチに挑戦するも高橋のバックドロップホールドで敗戦。高橋の容赦ない顔面攻撃により、左目周辺が大きく腫れ上がる程のダメージを受けた[19]。
- 2月1日、高木三四郎のトークイベントにゲスト出演し、高木率いる「国民的プロレスグループ」TKG48に加入（会員番号40番）。
- 2月6日、自主興行「ゆずポン祭2 〜ゆずポンキック・ナイト〜」新木場1stRING大会を開催。メインイベントで堀田祐美子と対戦し、パワーと反則攻撃に追い込まれるもラ・ゆずヒストラルで逆転勝利。デビュー3戦目にして初勝利を挙げた[20]。
- 7月24日、スターダム初の後楽園ホール大会にて、世IV虎を破り初代ワンダー・オブ・スターダム王座（白いベルト）を獲得。同日行われたDDTの「両国ピーターパン2011〜二度あることは三度ある〜」で行われたアイアンマンロイヤルランブルに出場し、これが初の他団体参戦となった。
- 10月7日、「仮面貴族FIESTA」にて高木三四郎とミックスタッグ結成。
- 9月25日、紫雷イオ相手に白いベルトの初防衛に成功。
- 11月27日、美闘陽子とのタッグ「BY砲」で初代ゴッデス・オブ・スターダム王座（タッグ王座）獲得。
- 12月11日、全日本プロレスファン感謝デーにてドラマで共演した武藤敬司、武田梨奈とタッグを組み、カズ・ハヤシ、高橋奈苗、夏樹☆たいよう組と対戦し、カズからフォールを奪い勝利。初めて男子選手から奪ったフォールとなった。
- 12月13日、東京スポーツ新聞社主催の2011年プロレス大賞において、女子プロレス大賞に選出される。
- 12月22日、日刊バトル大賞女子プロレス部門最優秀選手、敢闘賞、最優秀タッグ(&美闘陽子組)を受賞する。
- 12月23日、大阪大会で星輝ありさを退け、白いベルト2度目の防衛に成功。

2012年
- 1月7日、ブル中野引退興行のメインイベントに抜擢され、志田光と対戦。勝利で飾る。
- 2月26日、脇澤美穂に勝利して白いベルト3度目の防衛に成功。ユニット名が「全力女子」に決まる。
- 3月20日、後楽園大会にて夏樹☆たいよう&世IV虎の「川崎葛飾最強伝説（カワカツ）」を退けタッグ王座初防衛に成功。
- 4月8日、「ゆずポン祭り」で故郷・新居浜凱旋。
- 4月24日、ZERO1にて夕陽のデビュー戦の相手となった。
- しかし、その後腰痛を悪化させたため欠場に入り、5月3日後楽園大会で予定されていた美闘陽子との白いベルト防衛戦も中止。
- 5月20日、復帰戦。
- 5月27日、スターダム初の札幌大会で高橋奈苗&脇澤美穂組に勝利してタッグ王座2度目の防衛に成功。
- 7月8日、全力女子からカワカツに寝返った鹿島沙希とランバージャックデスマッチで対戦。失神KOに追い込む。
- 8月5日、後楽園大会で美闘陽子相手に白いベルト4度目の防衛。
- 8月19日、「STARDOM 5★STAR GP」開幕戦で安川惡斗に敗れ2011年以降続いていたシングル無敗が途切れる。
- 9月17日、「STARDOM 5★STAR GP」公式戦で高橋奈苗と2年ぶりのシングルマッチを勝利。
- 9月30日、「STARDOM 5★STAR GP」優勝決定戦で木村響子を倒し優勝。12月24日後楽園で高橋奈苗が持つワールド・オブ・スターダム王座（赤いベルト）への挑戦を表明。
- 10月2日、美闘負傷のためタッグ王座返上。その王座決定を兼ねるタッグリーグに夕陽と「Yダッシュ」を組んでエントリー。
- 12月10日、史上初の女子プロレス大賞2年連続受賞。
- 12月28日、翌年4月29日の両国国技館大会を最後に引退すると表明。

2013年
- 4月14日 - 昼夜興行の昼の部で各1分1本勝負の17人がけを行い、夕陽にフォールを奪われる。高橋奈苗がゆずポンキックを受け左眼窩底骨折に。
夜の部はミル・マスカラスをゲストに招き「STARDOM MASK FIESTA」。ゆずポンマスクが最後の試合を行う。
- 4月29日、世IV虎と引退試合を行い、トップロープからのダイビングセントーンで敗戦。試合後にセレモニーも行われ、2年半のレスラー生活に終止符を打った。コールは元全日本女子プロレスの今井良晴が行った。

### 得意技
- 七色のゆずポンキック (YK)[21]
  - YKレッド（かかと落とし）
  - YKブルー（後ろ回し蹴り）
  - YKイエロー（ハイキック）
  - YKグリーン（サイドキック）
  - YKピンク（二段蹴り）
  - YKシルバー（ローリングソバット）
  - YKゴールド（ニールキック）
- フィッシャーマンズ・スープレックス
- ゆずポンスタナー
高木三四郎より伝授。
- ラ・マヒストラル
NOSAWA論外より伝授[22]。改良型のラ・ゆずヒストラルもあり、この技で初勝利を挙げた。
- シャイニングゆザード
シャイニングウィザードと同型。後に「ここが噂のエル・パラシオ」で共演した武藤敬司より正式伝授。
- パイパイアタック
- タイガースープレックスホールド
タイトル防衛戦などの大一番で決め技として使われる。
- 稲妻レッグラリアット
同じ愛媛県新居浜市出身のプロレスラー木村健悟へのリスペクトを込め、ひそかに使用。同じく同市出身の垣原賢人から打診されたのがきっかけ。

### 獲得タイトル
スターダム
- 初代ワンダー・オブ・スターダム王座
- 初代ゴッデス・オブ・スターダム王座（パートナーは美闘陽子）
- スターダム・アワード2011年：MVP
- STARDOM 5★STAR GP2012：優勝
- スターダム・アワード2012年：殊勲賞

プロレス大賞
- 女子プロレス大賞（2011年）
- 女子プロレス大賞（2012年）

### 入場テーマ曲
- 爆乳戦隊パイレンジャー（本人ボーカル部分）
- READY GO（4MINUTE）「全力女子」

### ゆずポン祭
2010年のプロレスデビュー戦として第1回開催。現スターダムGM風香が現役時代に行っていた自主興行「風香祭」を引き継ぐ形で開かれている。
2011年よりスターダムに所属することになったが、同団体の協力を得て継続して行われている。
また、2まではスターダム社長ロッシー小川がプロデュースに関わっていたが、3からは愛川全面プロデュースとなる。
6度目となる2012年4月8日の大会は、地元愛媛県新居浜市での凱旋興行として開かれる。
| 愛川ゆず季プロレス・デビュー戦 〜ゆずポン祭〜 2010年10月31日 新木場1stRING 観客数:442人 | 愛川ゆず季プロレス・デビュー戦 〜ゆずポン祭〜 2010年10月31日 新木場1stRING 観客数:442人 | 愛川ゆず季プロレス・デビュー戦 〜ゆずポン祭〜 2010年10月31日 新木場1stRING 観客数:442人 | ゆずポン祭2 〜ゆずポンキック・ナイト〜 2011年2月6日 新木場1stRING 観客数:315人          | ゆずポン祭2 〜ゆずポンキック・ナイト〜 2011年2月6日 新木場1stRING 観客数:315人          | ゆずポン祭2 〜ゆずポンキック・ナイト〜 2011年2月6日 新木場1stRING 観客数:315人          |
| 第1試合 シングルマッチ 15分1本勝負                                                      | 第1試合 シングルマッチ 15分1本勝負                                                      | 第1試合 シングルマッチ 15分1本勝負                                                      | 第1試合 オープニングマッチ10分1本勝負                                                   | 第1試合 オープニングマッチ10分1本勝負                                                   | 第1試合 オープニングマッチ10分1本勝負                                                   |
| ○ヘイリー・ヘイトレッド                                                                 | 8分37秒 TKO                                                                             | 羽沙羅×                                                                                 | △Ray                                                                                    | 時間切れ引き分け                                                                        | 中川ともか△                                                                             |
| 第2試合 スターダム・プレゼンツ エキシビジョン3分間                                      | 第2試合 スターダム・プレゼンツ エキシビジョン3分間                                      | 第2試合 スターダム・プレゼンツ エキシビジョン3分間                                      | 第2試合 スターダム提供試合 30分1本勝負                                                  | 第2試合 スターダム提供試合 30分1本勝負                                                  | 第2試合 スターダム提供試合 30分1本勝負                                                  |
| △美闘陽子                                                                               | 時間切れ                                                                                | 須佐えり△                                                                               | ○高橋奈苗 アクア                                                                        | 14分23秒 延髄斬り→片エビ固め                                                            | 夏樹☆たいよう 岩谷麻優×                                                                 |
| 第3試合 3WAYマッチ 20分1本勝負                                                          | 第3試合 3WAYマッチ 20分1本勝負                                                          | 第3試合 3WAYマッチ 20分1本勝負                                                          | 第3試合 ゆずポンキック・ナイト 30分1本勝負                                              | 第3試合 ゆずポンキック・ナイト 30分1本勝負                                              | 第3試合 ゆずポンキック・ナイト 30分1本勝負                                              |
| ○中川ともか                                                                             | 12分46秒 200%スクールボーイ                                                             | 松本浩代×                                                                               | ○愛川ゆず季                                                                             | 12分25秒 ラ・ゆずヒストラル                                                             | 堀田祐美子×                                                                             |
| もう一人は夏樹☆たいよう                                                                 |                                                                                         |                                                                                         | ○愛川ゆず季                                                                             | 12分25秒 ラ・ゆずヒストラル                                                             | 堀田祐美子×                                                                             |
| 第4試合 愛川ゆず季デビュー戦 30分1本勝負                                                |                                                                                         |                                                                                         |                                                                                         |                                                                                         |                                                                                         |
| ○高橋奈苗                                                                               | 13分51秒 冷蔵庫爆弾→片エビ固め                                                          | 愛川ゆず季×                                                                             |                                                                                         |                                                                                         |                                                                                         |
| ゆずポン祭3 〜ゆずポン・バースデイ前夜祭〜 2011年5月15日 新木場1stRING 観客数:435人     | ゆずポン祭3 〜ゆずポン・バースデイ前夜祭〜 2011年5月15日 新木場1stRING 観客数:435人     | ゆずポン祭3 〜ゆずポン・バースデイ前夜祭〜 2011年5月15日 新木場1stRING 観客数:435人     | ゆずポン祭4 〜ゆずポン夏の納涼フェスタ〜 2011年8月21日 新木場1stRING 観客数:356人       | ゆずポン祭4 〜ゆずポン夏の納涼フェスタ〜 2011年8月21日 新木場1stRING 観客数:356人       | ゆずポン祭4 〜ゆずポン夏の納涼フェスタ〜 2011年8月21日 新木場1stRING 観客数:356人       |
| 第1試合 TKG48提供試合 30分1本勝負                                                       | 第1試合 TKG48提供試合 30分1本勝負                                                       | 第1試合 TKG48提供試合 30分1本勝負                                                       | 第0試合 スペシャル・アトラクションマッチ 3分1本勝負                                     | 第0試合 スペシャル・アトラクションマッチ 3分1本勝負                                     | 第0試合 スペシャル・アトラクションマッチ 3分1本勝負                                     |
| ○高木三四郎 澤宗紀                                                                      | 10分14秒 シットダウンひまわりボム→エビ固め                                              | 男色ディーノ 中澤マイケル×                                                              | △爆乳戦隊パイレンジャー・パイブルー                                                     | 時間切れ引き分け                                                                        | ゆずポンマスク△                                                                         |
| 第2試合 スターダム提供試合スペシャル3WAYマッチ 30分1本勝負                              | 第2試合 スターダム提供試合スペシャル3WAYマッチ 30分1本勝負                              | 第2試合 スターダム提供試合スペシャル3WAYマッチ 30分1本勝負                              | 第1試合 TKG48提供試合 30分1本勝負                                                       | 第1試合 TKG48提供試合 30分1本勝負                                                       | 第1試合 TKG48提供試合 30分1本勝負                                                       |
| ○高橋奈苗                                                                               | 11分41秒 2人まとめてのクロスフェース                                                    | 星輝ありさ× 須佐えり×                                                                   | ○高木三四郎 澤宗紀                                                                      | 9分51秒 片エビ固め                                                                      | 火野裕士 DJニラ×                                                                        |
| 第3試合 ゆずポン・バースデイ前夜祭ドリームマッチ 20分1本勝負                            | 第3試合 ゆずポン・バースデイ前夜祭ドリームマッチ 20分1本勝負                            | 第3試合 ゆずポン・バースデイ前夜祭ドリームマッチ 20分1本勝負                            | 第2試合 スターダム提供試合 30分1本勝負                                                  | 第2試合 スターダム提供試合 30分1本勝負                                                  | 第2試合 スターダム提供試合 30分1本勝負                                                  |
| △愛川ゆず季                                                                             | 時間切れ引き分け                                                                        | 栗原あゆみ△                                                                             | 高橋奈苗 ×鹿島沙希                                                                      | 14分13秒 ムーンサルトプレス→片エビ固め                                                  | 夏樹☆たいよう○ 世IV虎                                                                   |
|                                                                                         |                                                                                         |                                                                                         | 第3試合 ゆずポン夏の納涼フェスタ〜未知との異次元遭遇〜 30分1本勝負                      |                                                                                         |                                                                                         |
|                                                                                         |                                                                                         |                                                                                         | ○愛川ゆず季                                                                             | 11分0秒 後方回転エビ固め                                                                | ダンプ松本×                                                                             |
|                                                                                         |                                                                                         |                                                                                         | 再試合                                                                                  |                                                                                         |                                                                                         |
|                                                                                         |                                                                                         |                                                                                         | ○愛川ゆず季                                                                             | 6分1秒 リングアウト                                                                     | ダンプ松本×                                                                             |
| ゆずポン祭5 〜ゆずポンデビュー1周年記念〜 2011年11月3日 新木場1stRING 観客数:325人      | ゆずポン祭5 〜ゆずポンデビュー1周年記念〜 2011年11月3日 新木場1stRING 観客数:325人      | ゆずポン祭5 〜ゆずポンデビュー1周年記念〜 2011年11月3日 新木場1stRING 観客数:325人      | ゆずポン祭 〜ゆずポン故郷凱旋!〜 2012年4月8日 銅夢にいはま 観客数:450人（超満員札止め） | ゆずポン祭 〜ゆずポン故郷凱旋!〜 2012年4月8日 銅夢にいはま 観客数:450人（超満員札止め） | ゆずポン祭 〜ゆずポン故郷凱旋!〜 2012年4月8日 銅夢にいはま 観客数:450人（超満員札止め） |
| TKG48vsほもいろクローバーZ全面対抗戦 30分1本勝負                                        | TKG48vsほもいろクローバーZ全面対抗戦 30分1本勝負                                        | TKG48vsほもいろクローバーZ全面対抗戦 30分1本勝負                                        | 第1試合 15分1本勝負                                                                     | 第1試合 15分1本勝負                                                                     | 第1試合 15分1本勝負                                                                     |
| 大家健 ×入江茂弘                                                                        | 10分8秒 リバースエビ反りジャンプ→片エビ固め                                             | 男色ディーノ○ 大石真翔                                                                  | ×翔月なつみ                                                                             | 7分11秒 ストレッチマフラー                                                              | 安川惡斗○                                                                               |
| 第2試合 スターダム提供試合スペシャル3WAYマッチ 30分1本勝負                              | 第2試合 スターダム提供試合スペシャル3WAYマッチ 30分1本勝負                              | 第2試合 スターダム提供試合スペシャル3WAYマッチ 30分1本勝負                              | 第2試合 大日本プロレス提供試合 20分1本勝負                                              | 第2試合 大日本プロレス提供試合 20分1本勝負                                              | 第2試合 大日本プロレス提供試合 20分1本勝負                                              |
| ○星輝ありさ                                                                             | 6分7秒 ブラジリアンキック→片エビ固め                                                    | 鹿島沙希×                                                                               | ○石川晋也                                                                               | 8分3秒 ミサイルキック→エビ固め                                                          | アミーゴ鈴木×                                                                           |
| もう一人は世IV虎                                                                        |                                                                                         |                                                                                         |                                                                                         |                                                                                         |                                                                                         |
| 第3試合 ゆずポン祭デビュー1周年記念試合 30分1本勝負                                     | 第3試合 ゆずポン祭デビュー1周年記念試合 30分1本勝負                                     | 第3試合 ゆずポン祭デビュー1周年記念試合 30分1本勝負                                     | 第3試合 ユニット対抗戦 20分1本勝負                                                      | 第3試合 ユニット対抗戦 20分1本勝負                                                      | 第3試合 ユニット対抗戦 20分1本勝負                                                      |
| ×愛川ゆず季 朱里                                                                        | 23分43秒 ワンセコンドEX→片エビ固め                                                      | 高橋奈苗○ 松本浩代                                                                      | ○美闘陽子 鹿島沙希                                                                      | 9分26秒 ドールB→片エビ固め                                                              | 脇澤美穂 須佐えり×                                                                      |
|                                                                                         |                                                                                         |                                                                                         | 第4試合 ユニット対抗戦 20分1本勝負                                                      |                                                                                         |                                                                                         |
|                                                                                         |                                                                                         |                                                                                         | 夏樹☆たいよう ○世IV虎                                                                   | 15分26秒 上からヨシコ→体固め                                                            | 紫雷イオ 岩谷麻優×                                                                      |
|                                                                                         |                                                                                         |                                                                                         | 第5試合 ゆずポン凱旋試合 30分1本勝負                                                    |                                                                                         |                                                                                         |
|                                                                                         |                                                                                         |                                                                                         | ○愛川ゆず季 宝城カイリ                                                                  | 23分29秒 ゆずポンキック・レッド→片エビ固め                                              | 高橋奈苗 はるか悠梨×                                                                    |

## 出演

### テレビ番組
- アイドル芸能社（BS-i、2005年4月 - 2006年1月） - アイドル芸能社社長
- 日テレジェニックの宝箱（SKY PerfecTV!110、Ch143→291パンチクラブ、2005年3月 - ）
- まちウケ!（毎日放送、2005年11月11日） - Today's IDOL
- ポイチョ!（瀬戸内海放送、2006年1月 - 2007年12月）
- 最強メダル伝説・第3章（サンテレビ、2006年7月 - ）
- グラビアの美少女（MONDO21、2006年）
- ご当地グルメバトル!桃鉄の旅（旅チャンネル）
- TVチャンピオン2「無人島王選手権SP」（テレビ東京、2008年9月4日） - 佐野夏芽と共にグラビアアイドルとしてのゲスト。
- キンコンヒルズ（テレビ東京、2008年12月4日・11日・2009年3月12日・19日）
- 南極料理人と行く極寒北海道おいしいツアー〜食材は自ら確保せよ!〜（北海道放送製作・TBS系列、2010年2月21日）さかなクンとともに出演。
- アリなし〜アリケン★ゴールデンスタジアム〜（テレビ東京、2011年4月16日）
- 女神ビジュアル「下腹美人になりたい」（NHK BSプレミアム、2012年3月21日） - 川村ゆきえと共にモデル役。
- 東京シティ競馬中継（TOKYO MX、2013年10月3日） - 紫雷イオ、宝城カイリと共に出演。
- スターダム☆カフェ（FIGHTING TV サムライ、2014年4月 - ）- レギュラー司会
- ドキッ！丸ごと水着 女だらけの水泳大会（2014年6月7日、フジテレビONE スポーツ・バラエティ）

### テレビドラマ
- 探偵ブギ（2006年、TOKYO MX）第6話 - 吉田敦子役
- 占い師 天尽（CBC / goo配信、2006年1月）第1話ゲスト
- 山おんな壁おんな（フジテレビ、2007年7月12日）第2話ゲスト
- 夢をかなえるゾウ（男の成功篇）（読売テレビ製作・日本テレビ系列、2008年10月2日） - 美女役
- ここが噂のエル・パラシオ（テレビ東京、2011年10月7日 - 12月） - 牧原いつか役
- ファイヤーレオン（2013年4月6日 - 2014年1月4日、TOKYO MX）第12話〜 - 如月ジュリア役

### 映画
- 幽霊より怖い話「女優ストーカー篇」（2005年5月、DVDレンタル作品、監督：坂牧良太、配給：パル企画）
- スクールデイズ（2005年、劇場公開作品、監督：守屋健太郎、配給：ファントム・フィルム） - 元アイドルの女優・緑川優役。
- 日掛け金融地獄伝 こまねずみ常次朗、日掛け金融地獄伝 こまねずみ常次郎 悪徳金融死すべし（2006年、劇場公開作品、監督：鈴木浩介、配給：アートポート） - ヒロイン・浅野捺子（なつこ）役
- キャバギョ!（2007年、DVD公開作品、監督・脚本：村上大樹、配給：エイベックス・マーケティング・コミュニケーションズ） - 美優役。
- バブルへGO!! タイムマシンはドラム式（2007年、劇場公開作品、監督：馬場康夫、配給：東宝） - レミ役。
- 爆乳戦隊パイレンジャー（2008年）
- しあわせになれない悲しい花（2010年、劇場公開作品、監督：山本淳一、配給：ミュージックシネマズジャパン）

### ラジオ
- はるな愛のよろしく!グラビアンナイト（準レギュラー）（ニッポン放送）
- ニュース探究ラジオ Dig（TBSラジオ、2011年9月9日）

### インターネット
- WakiWaki体操（GyaO、2006年11月 - ）
- Ameba番長（WEBラジオ、2007年2月 - ） - レギュラーアシスタントMC
- ヨーロピアンポーカーツアー 2007（GyaO）
- She 愛川ゆず季（ドーガ堂）
- She 愛川ゆず季 Vol.2（ドーガ堂）
- 溜池Now（GyaO）溜池会会員No.011
- コイカツ 恋愛ノウハウトークライブvol.2（マシェリバラエティ マシェバラ 2011年5月20日）

### 舞台
- ロリータ男爵×愛川ゆず季「なんてったってアニマル」（作・演出：田辺茂範、2006年12月16日 - 12月21日、全7公演） - ヒロイン・ゆずポン役、劇中の映像イラストも担当
- ケンコー全裸系水泳部 ウミショー - 静岡みれい役
- ベニバラ兎団 vol.5β「レスラーガールズ」（2011年1月7日-11日、下北沢シアター711）

### CM キャンペーン
- 結婚情報サービス「メグリアイ」イメージガール
- 「P-ch!（ピーチ）」2005年SUPER GTイメージガール（他メンバーは、相澤仁美、渋谷真由、清原みゆき）
- 日テレジェニック2005（他メンバーは、浜田翔子、西田奈津美、吉田智美）
- ダリヤ「メンズパルティ」パッケージモデル（他メンバーは、木口亜矢、星野香織）
- スパワールド（2006年）

### ゲーム
- 龍が如く（声：ゆず、2005年12月8日、セガ）

### 携帯サイト
- アイドルがイッパイ（アイパイ）

### ミュージック・ビデオ
- monobright「WONDER WORLD」（2011年） - バンドメンバーにひたすらプロレス技をかけている。

### パチンコ
- 平和『CRドキッ!丸ごと水着 女だらけの水泳大会 アイドルだらけで困っちゃうング!!!』（2014年）

## アイテム

### 出版作品

#### 著書
- 血心―私はプロレスラーになれるのか!? (マーブルブックス) （2010年、三交社） ISBN 978-4-87919-623-1

#### 写真集 / ムック本
- CITRON（2004年、加納典譲：撮影、竹書房） ISBN 978-4-8124-1751-5
- Miss.Girl（2004年、河野英喜：撮影、ワニマガジン社） ISBN 978-4-89829-784-1
- ゆず季のカ彼レ視シ。（2005年、松田忠雄：撮影、アスコム） ISBN 978-4-7762-0234-9
- 花ゆず季（2005年、西条彰仁：撮影、学研） ISBN 978-4-05-402776-3 - 地元の愛媛県がロケ地。
- ゆずcm 〜 恋が始まる至近距離（2006年、矢西誠二:撮影、彩文館出版） ISBN 978-4-7756-0126-6
- 女子プロレス エロカワ主義（2012年)
- 女子プロレス エロカワ主義Ⅱ（2012年)
- 女子プロレス エロカワ主義Ⅲ（2013年）

#### トレーディングカード
- LOVE LOVE Citrus（2005年、さくら堂）
- BOMB CARD LIMITED 4000 愛川ゆず季（2005年、ムービック）
- BOMB CARD LIMITED 3000 愛川ゆず季2（2006年、ムービック）
- プラチナム オフィシャル カードコレクション （2007年、さくら堂）

#### カレンダー
- 2005年度版カレンダー（2004年、TRY-X）
- 2006年度版カレンダー（2005年、TRY-X）
- 2007年度版カレンダー（2006年、TRY-X）

### 映像作品

#### イメージ作品
1. CITRON（2004年、竹書房）
2. 山岸伸デジタル写真集（5）愛川ゆず季（2004年、ソフトバンクパブリッシング）
3. 微熱（2004年、リバプール）
4. 微笑（2005年、リバプール）
5. HANAYUZUKI（2005年、ムービック） - 地元の愛媛県がロケ地。
6. 日テレジェニック2005 愛川ゆず季（2005年、バップ）
7. 日テレジェニックの宝箱 愛川ゆず季（2005年、バップ）
8. ゆずポン☆LOVE RIVER（2006年、ラインコミュニケーションズ）
9. ゆず・にゃん?!（2006年、ラインコミュニケーションズ）
10. ゆず恋（2006年、学研）
11. YUZU DIARY（2006年、フォーサイド・ドット・コム）
12. 太陽がイッパイ!（2007年、イーネット・フロンティア）
13. Double Bomb（2008年、フォーサイド・ドットコム） 相澤仁美との共演作
14. 爆乳戦隊パイレンジャー（2008年12月19日、エースデュース）
15. break（2009年、ティーエムシー）
16. ゆずキング（2010年、イーネット・フロンティア）
17. パイパイパニック（2014年、シャイニングスター）

#### プロレスDVD
1. 愛川ゆず季 プロレス・デビュー記念 ゆずポン祭への道！
2. 愛川ゆず季 プロレス・デビュー戦 ゆずポン祭
3. グラレスラー愛川ゆず季 ゆずポン祭2-ゆずポンキック・ナイト-
4. 愛川ゆず季 ゆずポン祭3 -ゆずポンバースデイ前夜祭
5. ゆずポン祭4＆5〜ゆずポン1周年記念
6. グラレスラー愛川ゆず季引退記念ゆずポンMANIA

### CD
- 秘密のボンバー（ユニット・オーパーツとして 2006年7月26日、Girl's Record）
  - カップリング：「海へ行こう!」
  - PV、メイキングDVD付き。
- Very Merry X'mas 2006（ユニット・4YOUとして 2006年12月6日、Girl's Record）
  - カップリング：「kiss and hug」
  - PV、メイキングDVD付き。
- ゆずポン☆れぼりゅーしょん（2007年10月24日、Girl's Party） PV、メイキングDVD付き。
  1. う・ふ・ふ・ふ
  2. message

### その他のアイテム
- 愛川ゆず季ネックストラップ（2005年、通販商品）
- 愛川ゆず季等身大ハグクッション（2005年、TRY-X）